# Théorème de Riemann-Lebesgue
Pour les articles homonymes, voir Théorèmes de Riemann et Théorèmes de Lebesgue.
En analyse, le théorème de Riemann-Lebesgue, parfois aussi appelé lemme de Riemann-Lebesgue (ou encore lemme intégral de Riemann-Lebesgue), est un résultat de la théorie de Fourier. Il apparaît sous deux formes différentes selon que l'on s'intéresse à la théorie de Fourier pour les fonctions périodiques (théorie des séries de Fourier) ou à celle concernant les fonctions définies sur R (transformée de Fourier) ; dans les deux cas, il assure que le résultat d'une transformation de Fourier appliquée à une fonction intégrable est une fonction qui tend vers zéro à l'infini. Il peut être généralisé aux groupes abéliens localement compacts.

## Énoncé

### Version réelle
Soit {\displaystyle f} une fonction intégrable sur un intervalle {\displaystyle I} de R, à valeurs réelles ou complexes. Alors
{\displaystyle \int _{I}f(t)~{\rm {e}}^{-{\rm {i}}st}~\mathrm {d} t\to 0\quad {\text{quand}}\quad s\to \pm \infty .}
Ce théorème peut être appliqué pour reconnaître les transformations de la théorie de Fourier.
- dans le cas particulier où {\displaystyle I} est le segment [0,2π], l'énoncé peut être spécialisé ainsi

{\displaystyle \int _{[0,2\pi ]}f(t){\rm {e}}^{-{\rm {i}}nt}~\mathrm {d} t\to 0\quad {\text{quand}}\quad n\to \pm \infty .}
Quitte à « périodiser » la fonction, cette version indique que les coefficients de Fourier cn(f) d'une fonction localement intégrable périodique tendent vers 0 lorsque n tend vers plus ou moins l'infini. C'est par exemple le cas pour une fonction continue par morceaux sur le segment.
- dans le cas particulier où {\displaystyle I} est la droite réelle, le théorème affirme que la transformée de Fourier de toute fonction intégrable tend vers zéro en l'infini

{\displaystyle {\hat {f}}(s)=\int _{\mathbb {R} }f(t)~{\rm {e}}^{-{\rm {i}}st}~\mathrm {d} t\to 0\quad {\text{quand}}\quad s\to \pm \infty .}

### Version enanalyse harmonique abstraite
Soit G un groupe commutatif localement compact, Ĝ son groupe dual et {\displaystyle f} une fonction sur {\displaystyle G} à valeurs réelles ou complexes, intégrable pour une mesure de Haar sur {\displaystyle G}. Alors la transformée de Fourier de {\displaystyle f} tend vers 0 à l'infini dans Ĝ.

## Historique
Bernhard Riemann présente en 1854 une première version de ce théorème. Il fait alors partie d'un mémoire sur les séries trigonométriques présenté lors de sa soutenance d'habilitation à l'université de Göttingen, sous le titre « Ueber die Darstellbarkeit einer Function durch eine trigonometrische Reihe » (Sur la possibilité de représenter une fonction par une série trigonométrique). Dans ce même mémoire, Riemann définit auparavant l'intégrale qui portera son nom. C'est dans le cadre de cette théorie de l'intégration qu'il prouve son théorème, avec de nombreux autres résultats concernant les séries de Fourier. Le mémoire sera publié en 1867 à l'initiative de Richard Dedekind, et traduit en français en 1873.

## Principe de la preuve
Quelles que soient les variantes de preuves utilisées, elles reposent sur la densité de classes de fonctions accessibles aux calculs élémentaires (fonctions en escalier ou fonctions suffisamment différentiables) dans l'espace L1 des fonctions intégrables. 

### Une première méthode
On peut choisir le plan d'action suivant : prouver le théorème pour une classe simple de fonctions (fonctions en escalier ou fonctions continûment dérivables) et l'étendre à toutes les fonctions intégrables par densité ; si on s'intéresse à la théorie de l'intégrale de Fourier, on utilisera des fonctions auxiliaires nulles en dehors d'un compact de R.
Le théorème se démontre aisément dans le cas d'une
fonction f continûment dérivable sur un segment [a,b]. On peut en effet alors effectuer une intégration par parties pour s non nul
{\displaystyle \int _{a}^{b}f(t){\rm {e}}^{-{\rm {i}}st}~\mathrm {d} t={\frac {\rm {i}}{s}}f(b){\rm {e}}^{-{\rm {i}}sb}-{\frac {\rm {i}}{s}}f(a){\rm {e}}^{-{\rm {i}}sa}-{\frac {\rm {i}}{s}}\int _{a}^{b}f'(t){\rm {e}}^{-{\rm {i}}st}~{\rm {d}}t.}
Chacun des trois termes est de la forme 1/s multiplié par une quantité bornée, donc l'expression a bien une limite nulle.
Il est facile d'effectuer un calcul semblable pour des fonctions en escalier si on les préfère.
Une fois ce calcul préalable effectué, sachant que l'espace des fonctions en escalier (ou l'espace des fonctions continûment différentiables) à support compact est dense dans L1({\displaystyle I}) on aboutit au résultat pour des fonctions quelconques.

### Une variante
On peut préférer la variante suivante, qui relègue l'usage d'un sous-ensemble dense de L1 à un lemme préalable, puis fait clairement reposer la preuve sur l'utilisation de petites translations de f. Nous l'écrivons ici pour le cas des fonctions intégrables sur R, quitte à effectuer un prolongement.
La fonction étudiée f étant fixée, on prouve dans un premier temps le lemme suivant : en notant fτ la fonction translatée définie pour tout réel t par fτ(t)=f(t+τ), la fonction τ {\displaystyle \mapsto } fτ est continue de R vers L1. Sa preuve nécessite, comme dans l'autre méthode, d'approcher f par des fonctions plus sympathiques.
Une fois qu'on dispose de ce lemme, on utilise la formule élémentaire (simple changement de variable) :
{\displaystyle {\hat {f}}(s)={\rm {e}}^{-{\rm {i}}s\tau }{\widehat {f_{\tau }}}(s)}
en l'appliquant à {\displaystyle \tau ={\pi  \over s}}, où elle fournit donc : {\displaystyle {\hat {f}}(s)=-{\widehat {f_{\pi /s}}}(s)}

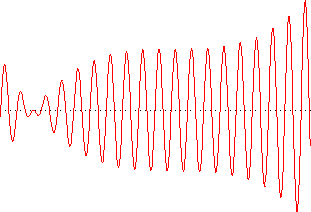
Pour s grand, voici une idée graphique de la fonction intégrée pour calculer

Cette formule s'interprète bien graphiquement : l'expression qu'elle fournit pour {\displaystyle {\hat {f}}(s)} correspondant à l'intégrale de la fonction dont le graphe serait presque celui représenté ci-contre, mais décalé d'une demi-« période » vers la gauche.
On obtient donc :
{\displaystyle 2{\hat {f}}(s)={\hat {f}}(s)-{\widehat {f_{\pi /s}}}(s)}
Ceci revient à calculer l'intégrale définissant {\displaystyle {\hat {f}}(s)} en ajoutant à chaque bosse le creux qui suit et à chaque creux la bosse qui le suit : les choses se compensent presque…
C'est-à-dire {\displaystyle {\hat {f}}(s)={1 \over 2}{\widehat {(f-f_{\pi /s})}}(s)}.
Maintenant, lorsque s est suffisamment grand, {\displaystyle f-f_{\pi /s}} est très petit dans L1, donc sa transformée de Fourier est très petite en tout point et en particulier en s ce qui explique la petitesse de 
{\displaystyle {\hat {f}}(s)}.

## Initiation à la version plus générale
Dans le cas du théorème relatif aux intégrales de Fourier sur R, l'énoncé peut être réécrit en faisant usage du concept de topologie faible : si on note fs la fonction R→R définie par fs(t)=eist, le lemme de Riemann-Lebesgue revient à dire que fs tend vers la fonction nulle pour la topologie faible dans le dual (topologique) de L1 (c'est-à-dire L∞) quand s tend vers l'infini.
Le présenter ainsi n'est pas artificiel ; en effet pour un groupe localement compact général G, c'est en plongeant Ĝ dans L∞ (muni de la topologie faible) qu'on interprètera et démontrera à la fois le lemme de Riemann-Lebesgue. Pour ce faire, on peut considérer un caractère χ élément de Ĝ, qui est une fonction continue bornée sur {\displaystyle G}, comme un élément du dual de L1. On remarque ensuite que cette forme linéaire sur L1 a la propriété supplémentaire remarquable d'être un morphisme d'algèbres de Banach de L1 vers C quand on munit L1 du produit de convolution et C de la multiplication habituelle. De plus on peut vérifier que la topologie compacte-ouverte de Ĝ (celle qui est généralement choisie comme définition de la topologie sur Ĝ) coïncide avec la topologie induite par la topologie faible du dual de L1.
Le groupe topologique Ĝ apparaît donc comme un sous-ensemble de l'ensemble des caractères de l'algèbre de Banach commutative L1(G). On démontre qu'en fait tous les caractères sont ainsi produits, la transformation de Fourier dans G apparaissant alors comme la transformation de Gelfand (en) de cette algèbre commutative. Mettons de côté le cas particulier où G est discret ; dans ce cas L1(G) est une algèbre unitaire et l'ensemble de ses caractères est donc compact pour la topologie faible – Ĝ étant compact, le lemme de Riemann-Lebesgue est vide d'information puisqu'il est impossible de tendre vers l'infini dans ce groupe. En revanche, lorsque G n'est pas discret, L1(G) n'est pas unitaire et il vaut mieux considérer l'algèbre de Banach unitaire obtenue en lui adjoignant un élément unité ; ses caractères sont presque les mêmes que ceux de L1(G) – il y en a juste un de plus : celui qui est nul sur L1(G). Ainsi la réunion de Ĝ et du singleton contenant l'application nulle s'identifie à l'ensemble des caractères d'une algèbre de Banach unitaire, donc à un compact ; on dispose dès lors d'une description alternative du compactifié d'Alexandroff de Ĝ et surtout d'une description de « tendre vers l'infini » dans ce groupe localement compact : c'est tendre vers zéro pour la topologie faible. Une fois faites avec soin ces identifications, le lemme de Riemann-Lebesgue est devenu tautologique.